# تراب‌خان
تراب‌خان (به لاتین: Turabxan) یک منطقهٔ مسکونی در جمهوری آذربایجان است که در شهرستان شوشی واقع شده‌است.